# أنجل مارتينو
أنجل مارتينو (Angel Martino) هي لاعبة أولمبية لرياضة السباحة من الولايات المتحدة. شاركت في الأولمبياد الصيفي في 1992–1996، وفازت بما مجموعه 6 ميداليات.

## الميداليات
| ذهب | فضة | برونز | المجموع |
| 3   | 0   | 3     | 6       |

## روابط خارجية
- أنجل مارتينو على موقع الاتحاد الدولي للسباحة (الإنجليزية)
- أنجل مارتينو على موقع أوليمبيديا (الإنجليزية)
- أنجل مارتينو على موقع قاعة جورجيا للمشاهير الرياضية (مؤرشف) (الإنجليزية)